# Weena

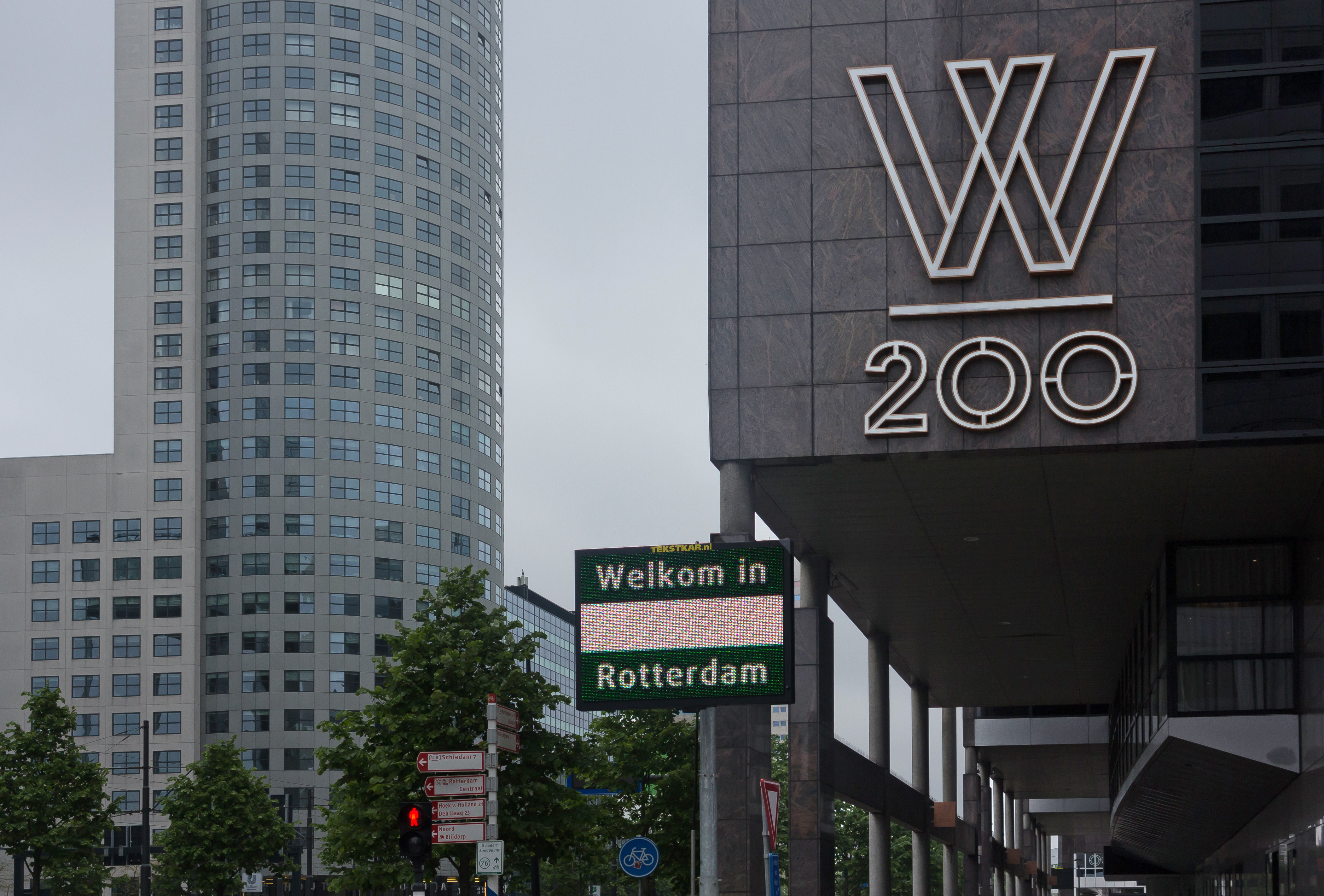
Welkom in Rotterdam bij de Weena 200

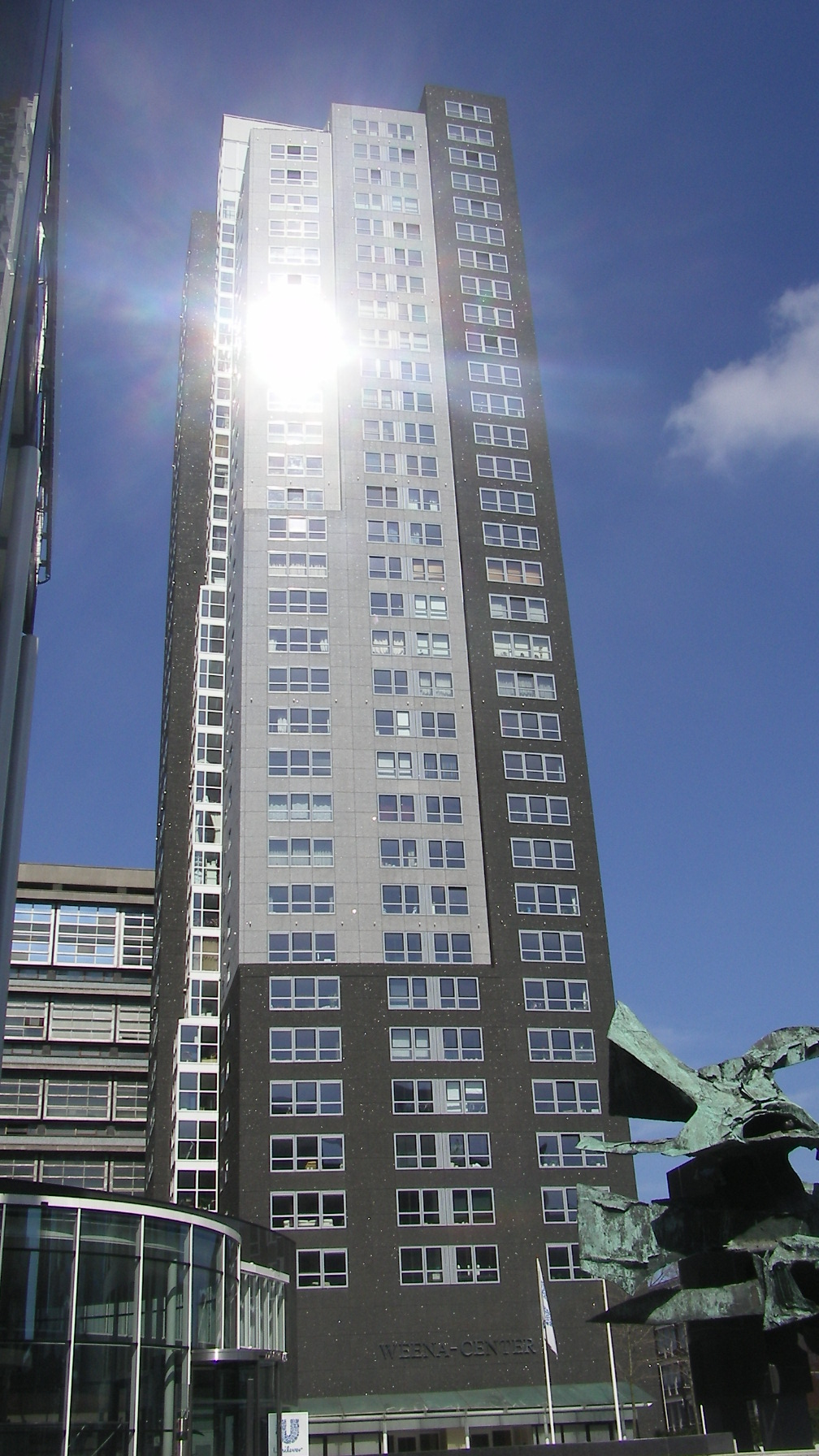
Het Weenacenter

Het Weena is een straat met veel hoogbouw in het centrum van Rotterdam. Het loopt vanaf het Hofplein voor het Centraal Station langs, en gaat bij de kruising met de Statentunnel en Henegouwerlaan over in de Beukelsdijk. Het maakt deel uit van de stadsroute S100 Centrumring.
Vanwege de bouw van het nieuwe Rotterdamse centraal station en het plein ervoor werd sinds 2006 veel ruimte in beslag genomen door bouwputten. De verkeerssituatie veranderde voortdurend. In augustus 2007 bereikte de aanleg van de nieuwe Weenatunnel een hoogtepunt met de plaatsing van het laatste dakdeel. Inmiddels zijn de werken aan de Weenatunnel voltooid en kan vanuit de west-oostbuis de parkeergarage onder het Kruisplein bereikt worden. Milieudefensie riep het Weena op 8 februari 2007 uit tot de straat met de slechtste luchtkwaliteit van Nederland. Eerder ging de titel naar de Amsterdamse Veerkade in Den Haag. Met de voltooiing van het centraal station en de officiële opening ervan door de Koning in maart 2014, is het Weena een van de architecturale sieraden van Rotterdam.

## Ontwikkeling
Het verschil in architectuur met de omgeving is frappant. In de naoorlogse wederopbouw schuwde het linkse, door de PvdA gedomineerde stadsbestuur hoogbouw aanvankelijk, en bleef het Weena een grote lege vlakte. Het Hilton Hotel uit 1964 van architect Huig Maaskant aan het Hofplein gold als de limiet, nadat hij de Maasstad in 1960 al had verbonden aan de Euromast. Ter gelegenheid van de manifestatie C70 werd aan de zuidzijde van het Weena een maquette van het Rijnmondgebied gebouwd, verschenen er aan de noordkant paviljoens en was de straat deel van een kabelbaanparcours. In 1976 werd voorzichtig begonnen met de eerste wolkenkrabber in het gebied, gebouw Hofpoort, als hoofdkantoor van Shell Nederland, maar tot in 1981 was er schuin tegenover het station aan de achterzijde van De Doelen een hertenkamp.
Daarna keerde het tij. Aan het Hofplein verrees in 1984 het door Cees Dam ontworpen appartementencomplex Weenaflat van twaalf etages, niet veel later gevolgd door het Weenahuis en in 1987 de Weenatoren, beide van architect Henk Klunder. De toren is een 106 meter hoog combinatiegebouw met kantoren op de onderste dertien verdiepingen, en achttien lagen woningen daarboven.
In 1991 verrees de Delftse Poort, hoofdkantoor van Nationale-Nederlanden (NN), van architect Abe Bonnema. Het terrein waarop het gebouw staat was jarenlang gereserveerd voor een provinciehuis voor een in te stellen provincie Rijnmond; toen deze provincie leek te worden geannuleerd, greep NN de mogelijkheid daar een van haar hoofdvestigingen te bouwen. (Overigens ging NN nog datzelfde jaar op in de ING Groep.)
In 1993 verhuisde Unilever naar haar nieuwe wereldwijde hoofdkantoor aan het Weena, met medeneming van het sculptuur Belichaamde eenheid van Wessel Couzijn (in de volksmond "de schrootfraude" genoemd, naar analogie van een schrootfraude die ten tijde van de oplevering van beeld in de EGKS speelde) dat ook het oude gebouw aan de Rochussenstraat had gesierd. De architect Jan Hoogstad ging uit van een tien verdiepingen hoge kubus. Na een herinrichting won het gebouw in 2006 de Functioneel Design-gebruikersprijs. Schuin hierachter bouwde Hoogstad in 1990 een woontoren van 104 meter met de naam Weenacenter.
De 132 meter hoge Millenniumtoren tegenover het station, met onderin een hotel en op de hogere verdiepingen kantoren, werd in 2000 opgeleverd. Andere namen hebben een rijkere geschiedenis.
Aan het Weena werd in maart 2007 familieattractie Railz Miniworld geopend door burgemeester Opstelten, op de begane grond van woongebouw Weenahof, gelegen voor de voormalige Ton Menken-ijshal.

## Naamgeving
De naam Weena is afgeleid van het Hof van Wena, een oud herenhuis (donjon) dat ongeveer op de plaats van het inmiddels gesloten station Rotterdam Hofplein heeft gestaan. Het werd gebouwd omstreeks het jaar 1136 op nog niet ingedijkt land door Christiaan van Wassenaer, Heer van Bleiswijk, Berkel, Boeckel, Oost- en West-Blommerdijk en de landen van Cool. Pas later werd het Weena met dubbel e.
Het wederopbouwplan van Witteveen uit 1941 ging uit van een brede verkeersader met als naam de Stationsboulevard. De naam Weena werd vastgesteld bij officieel besluit B&W d.d. 13 september 1949. De aan het Weena gelegen Hofpoort en Delftsche Poort waren stadspoorten in het oude Rotterdam. De voorganger van het Centraal Station heette daarom Delftsche Poort, in de wandeling Rotterdam DP geheten.

## Fotogalerij

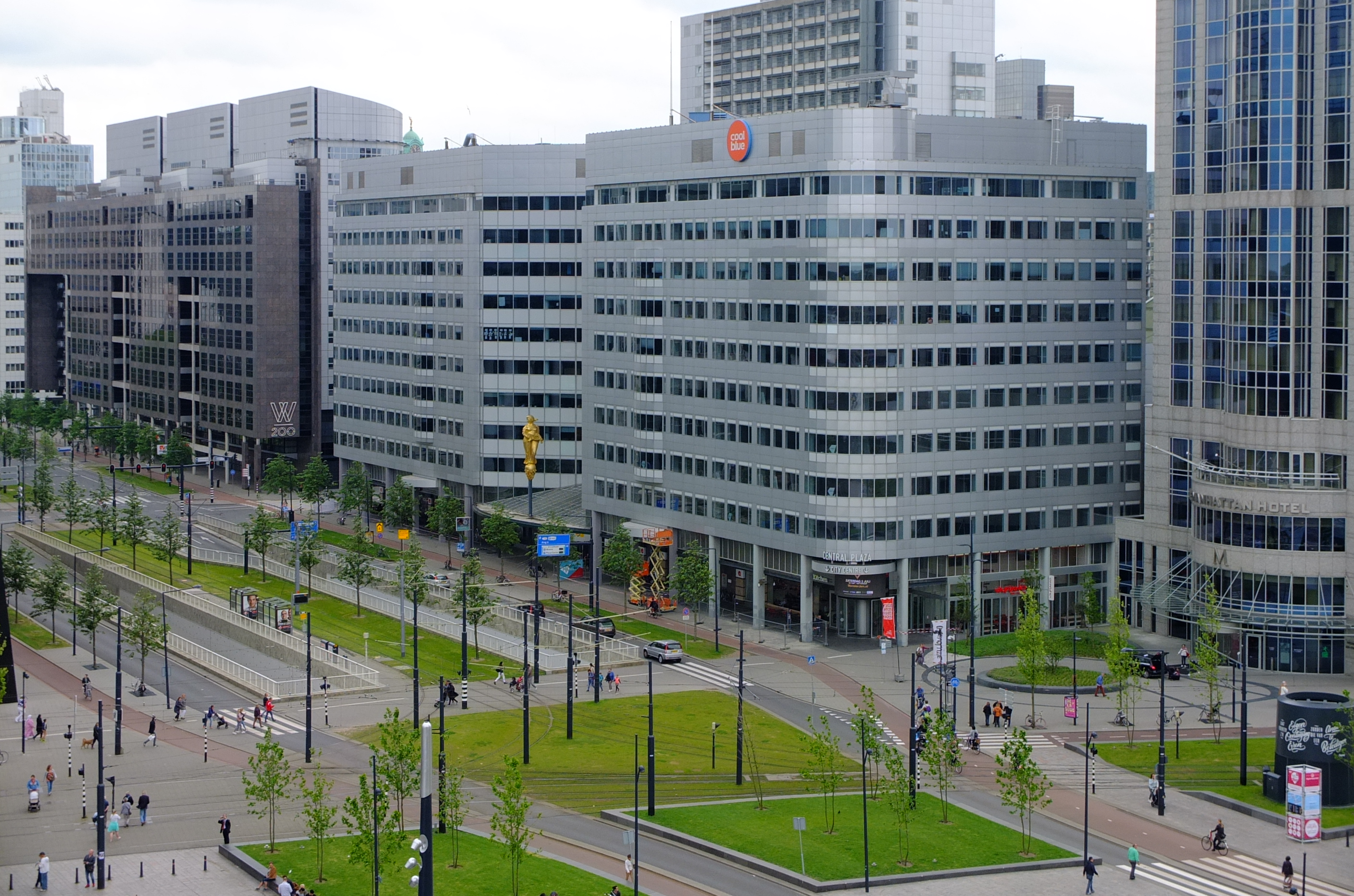
Vogelvluchtfoto van het Weena met het Central Plaza complex
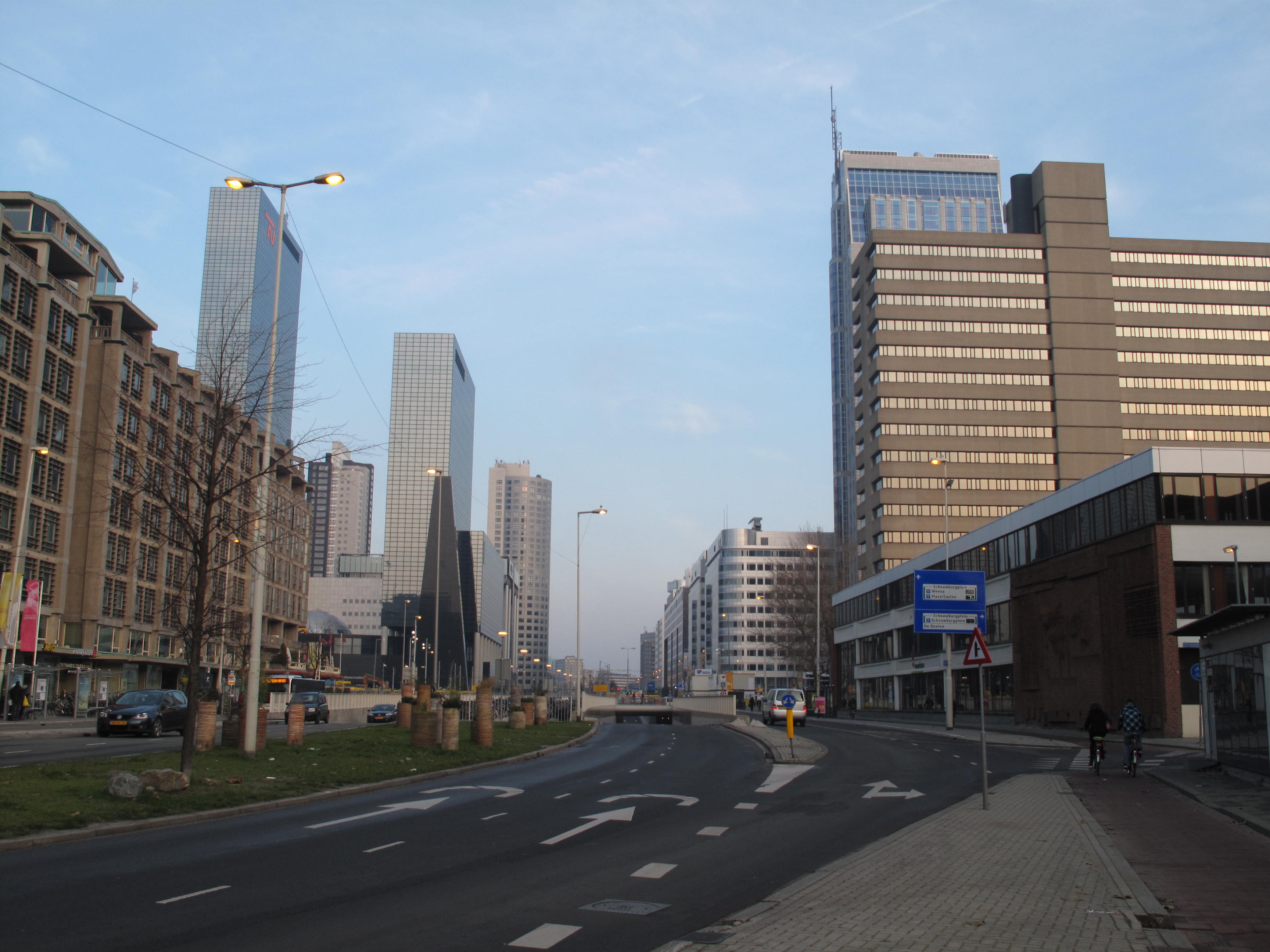
Het Weena vanuit westelijke richting
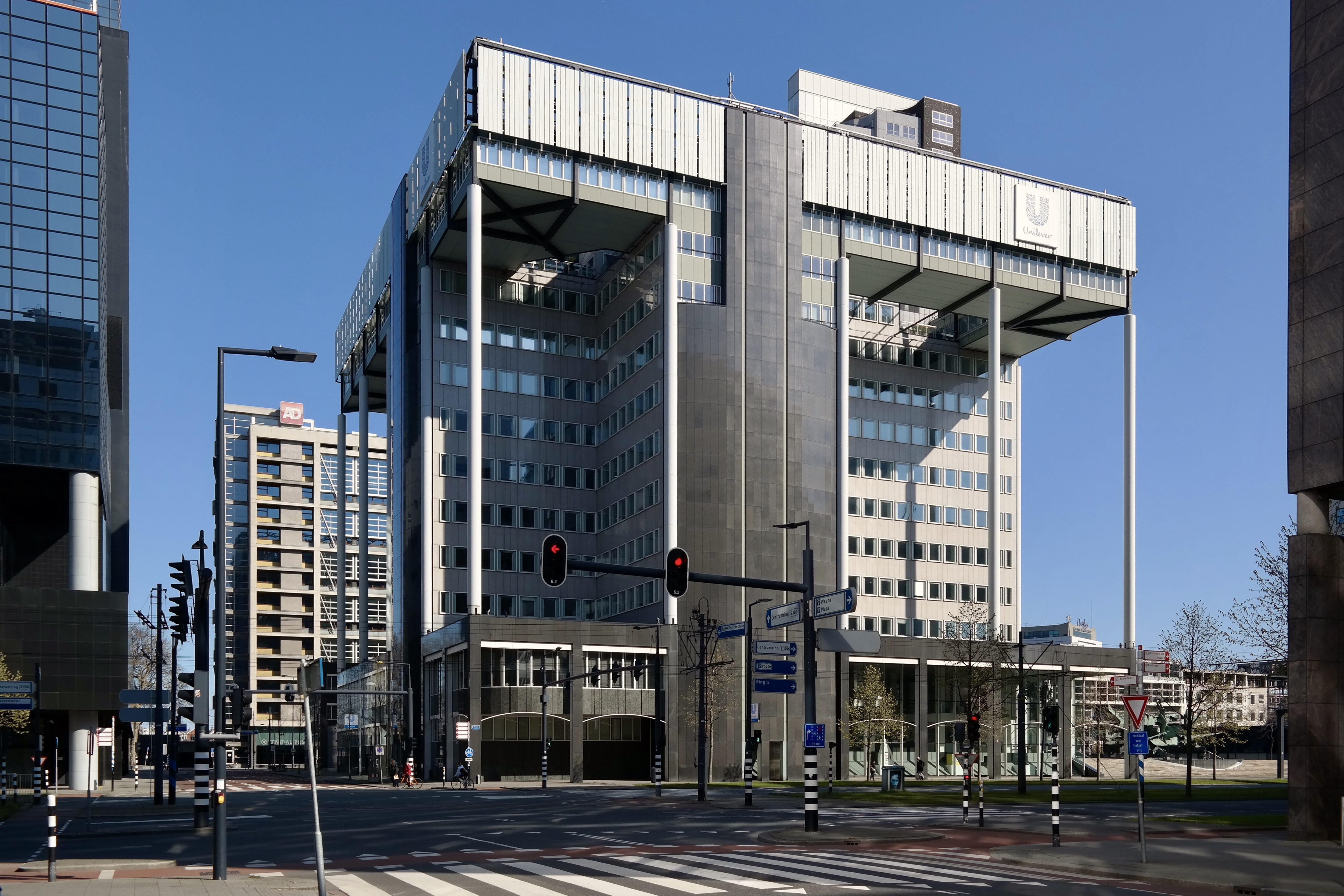
Kantoorgebouw Unilever
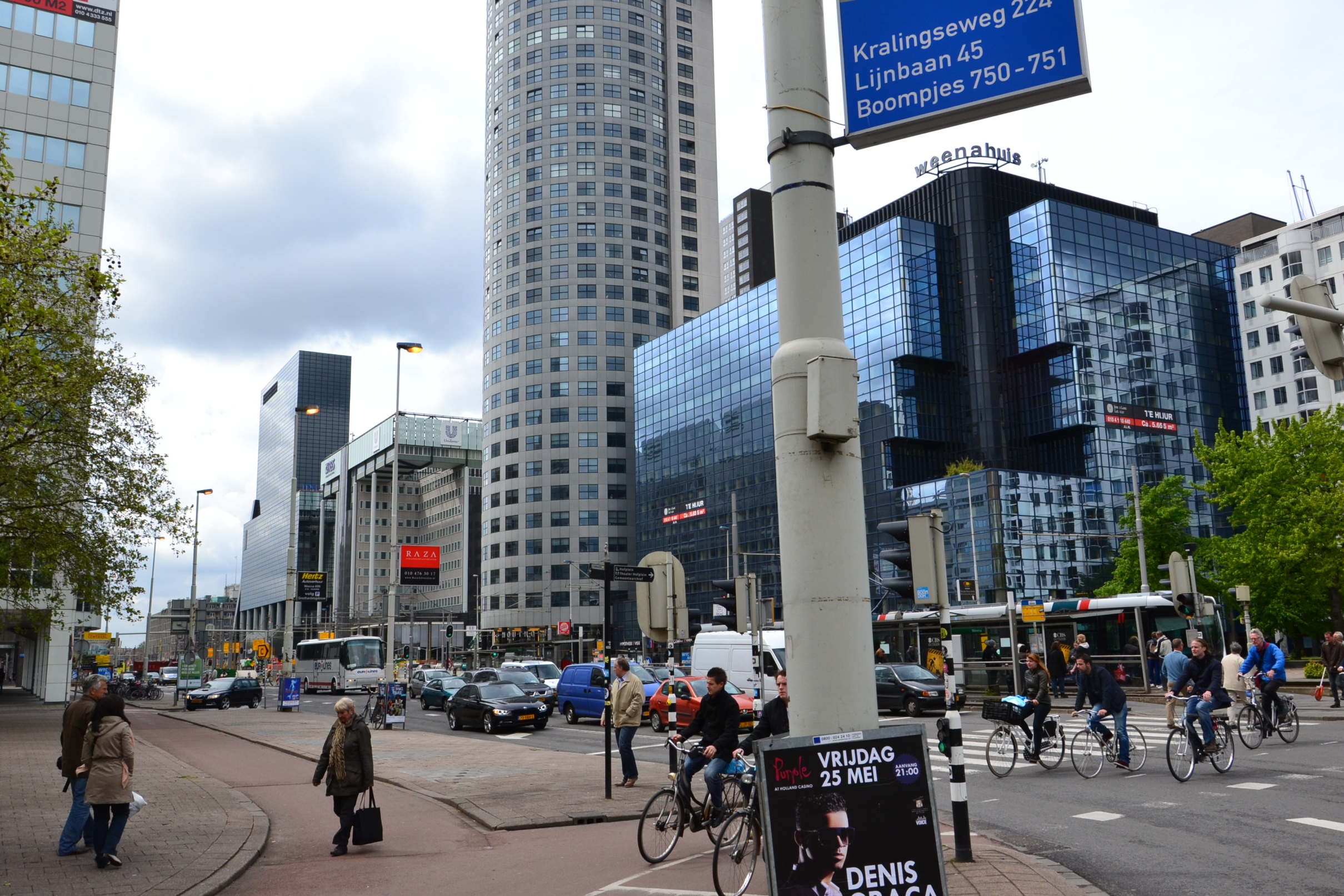
Het Weena vanaf het Hofplein
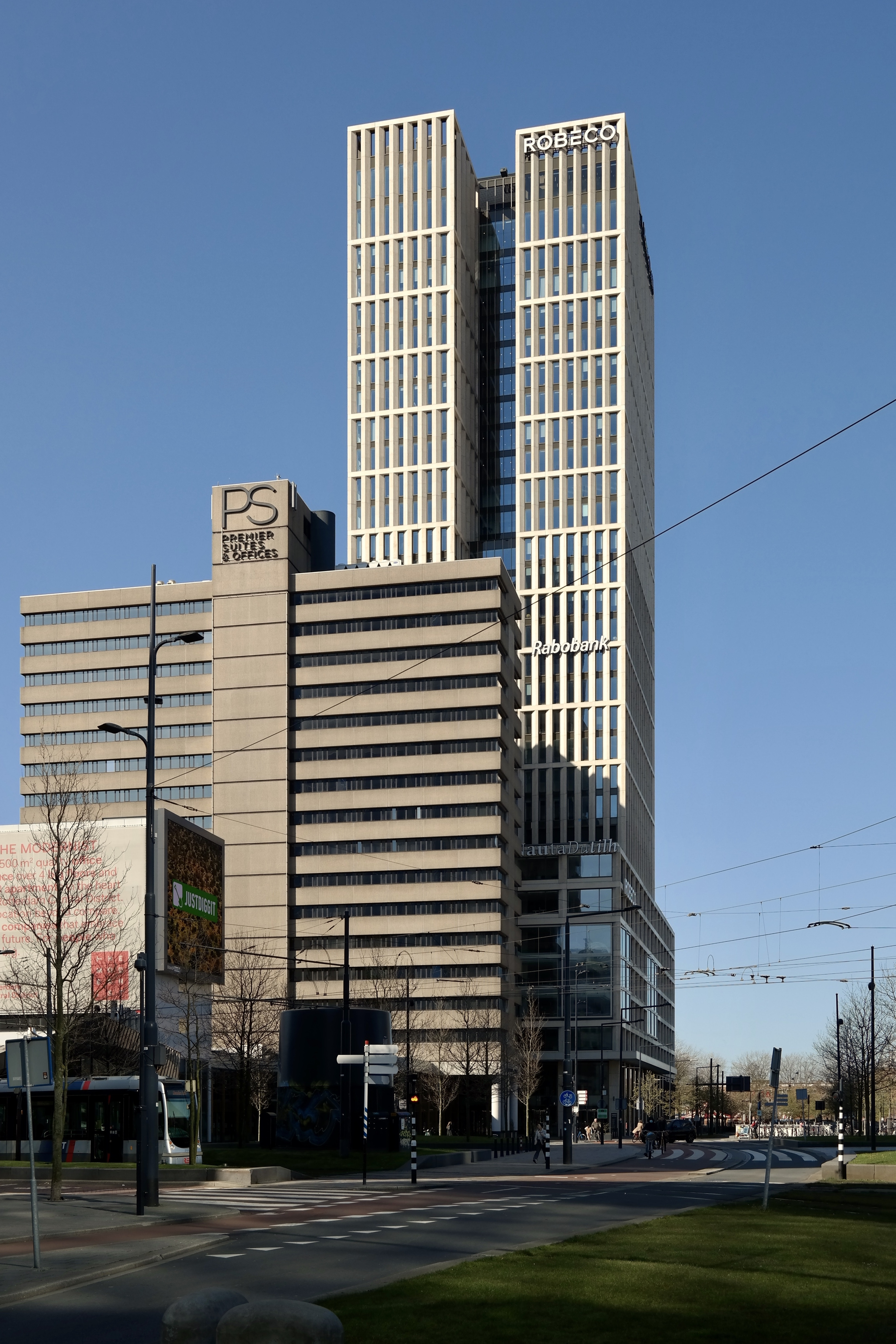
Het Weena kijkend in westelijke richting met Weenapoint en FIRST Rotterdam

Admiraal de Ruyterweg ·
Admiraliteitskade ·
Aert van Nesstraat ·
Baan ·
Batavierenstraat ·
Beukelsdijk ·
Beursplein ·
Beurstraverse ·
Binnenweg ·
Binnenwegplein ·
Binnenrotte ·
Blaak ·
Boezemweg ·
Boompjes ·
Bosland ·
Botersloot ·
Burgemeester van Walsumweg ·
Churchillplein ·
Coolsingel ·
Coolvest ·
Eendrachtsplein ·
Eendrachtsweg ·
Geldersekade ·
Goudsesingel ·
's-Gravendijkwal ·
Haagseveer ·
Henegouwerlaan ·
Hofdijk ·
Hofplein ·
Hoogstraat ·
Jonker Fransstraat ·
Karel Doormanstraat ·
Kipstraat ·
Kolk ·
Koningin Emmaplein ·
Korte Hoogstraat ·
Kruiskade ·
Kruisplein ·
Leuvehoofd ·
Lijnbaan ·
Lombardkade ·
Maasboulevard ·
Mariniersweg ·
Mathenesserlaan ·
Mauritsweg ·
Meent ·
Museumpark ·
Oostmolenwerf ·
Oostplein ·
Oude Binnenweg ·
Parkkade ·
Parklaan ·
Pim Fortuynplaats ·
Plein 1940 ·
Pompenburg ·
Rochussenstraat ·
Saftlevenstraat ·
Schiedamsedijk ·
Schiedamse Vest ·
Schouwburgplein ·
Spaansekade ·
Stadhuisplein ·
Stationsplein ·
Stroveer ·
Van Oldenbarneveltstraat ·
Vasteland ·
Veerkade ·
Weena ·
Westblaak ·
Westerkade ·
West-Kruiskade ·
Westersingel ·
Westplein ·
Willemskade ·
Willemsplein ·
Witte de Withstraat